# Granma (tidning)
Granma är en kommunistisk dagstidning som utges på Kuba. Det är den officiella tidningen för Centralkommittén för Kubas kommunistparti. Tidningen har fått sitt namn efter båten Granma.